# Самурай: Путь воина
«Самурай: Путь воина» или «Самурай: Мусаси Миямото» (яп. 宮本武蔵 Миямото Мусаси) — кинофильм режиссёра Хироси Инагаки, вышедший на экраны в 1954 году. Картина основана на пьесе Хидэдзи Ходзё и романе Эйдзи Ёсикавы и рассказывает о юности легендарного самурая Миямото Мусаси. В 1956 году фильм получил премию «Оскар» за лучший иностранный фильм.
Это первый фильм трилогии, в которую также входят «Самурай 2: Дуэль у храма» и «Самурай 3: Поединок на острове».

## Сюжет
Действие происходит в начале XVII века. Два друга Такэдзо и Матахати оставляют родную деревню, чтобы принять участие в межклановой войне. После того, как их войско терпит сокрушительное поражение при Сэкигахара, они вынуждены скрываться. Такэдзо на своих плечах выносит раненого друга с поля боя и после тяжелого пути встречает одиноко стоящий дом. Тут живут мать и дочь, промышляющие тем, что грабят мертвых самураев. Женщины решают воспользоваться случаем и оставить себе хотя бы одного из мужчин. Им становится Матахати, тогда как Такэдзо, который раскусил план женщин, после стычки с бандитами решает немедля отправиться в родные края. Ведь там, в деревне, ждет вестей Оцу, невеста Матахати...

## В ролях
- Тосиро Мифунэ — Такэдзо (Миямото Мусаси)
- Каору Ятигуса — Оцу
- Рэнтаро Микуни — Хонъидэн Матахати
- Куроэмон Оноэ — Такуан Сохо
- Марико Окада — Акэми
- Мицуко Мито — Око
- Эйко Миёси — Осуги
- Акихико Хирата — Сэйдзюро Ёсиока
- Дайскэ Като — Тодзи